# Simulakra og simulation
Simulakra og simulation (fransk: Simulacres et Simulation) er et filosofisk værk af Jean Baudrillard, udgivet i 1981. I bogen reflekterer Baudrillard over forholdet mellem virkelighed, symboler og samfund.
Værket tager især udgangspunkt i begreberne simulakra og simulation. Simulakra er noget, der erstatter virkeligheden med dets repræsentation. Det er kopier, der skildrer noget, som enten ikke havde nogen realitet til at begynde med, eller noget, som har mistet sin original. Simulation er en imitering af virkeligheden over tid.
| Bog | Spire Denne artikel om bøger og tidsskrifter er en spire som bør udbygges. Du er velkommen til at hjælpe Wikipedia ved at udvide den. |